# Paul Charreire
Paul Charreire (* 29. November 1820 in Besançon; † 19. September 1898 in Limoges) war ein französischer Organist und Komponist.
Charreire, der im Alter von sieben Jahren erblindete, trat 1830 in das Institut National des Jeunes Aveugles ein. Dort hatte er Orgelunterricht bei Gabriel Gauthier. Als einer der ersten Blinden studierte er dann am Conservatoire de Paris, wo er die Orgelklasse von François Benoist besuchte und Komposition bei Fromental Halévy studierte.
1839 wurde Charreire Nachfolger von Louis Braille als Organist an der Clicquot-Orgel der Kirche St-Nicolas-des-Champs im Zentrum von Paris. Sein Nachfolger wurde 1842 Édouard Baptiste. Daneben unterrichtete er am Conservatoire de Paris und schrieb Musikkritiken für die Revue et Gazette de Paris. Von 1844 bis 1870 war Charreire Organist an der großen Orgel der Kathedrale Saint-Étienne in Limoges.
Neben mehreren lyrischen Dramen komponierte er die Kantate Le Sainte Enfance sowie Messen und Motetten.